# ریتکا
ریتکا (به چکی: Řitka) یک منطقهٔ مسکونی در جمهوری چک است که در ناحیه پراگ-غرب واقع شده‌است. ریتکا ۱٬۱۴۹ نفر جمعیت دارد.